# Łanięta (gmina)
Pour les articles homonymes, voir Łanięta.
Łanięta est une gmina (commune) rurale (gmina wiejska) du powiat de Kutno, dans la Voïvodie de Łódź, dans le centre de la Pologne.
Son siège administratif (chef-lieu) est le village de Łanięta, qui se situe environ 15 kilomètres (km) au nord-ouest de Kutno (siège du powiat) et 65 kilomètres au nord de la capitale régionale Łódź (capitale de la voïvodie).
La gmina couvre une superficie de 54,89 km2 pour une population de 2 548 habitants en 2007.

## Histoire
De 1975 à 1998, la gmina est attachée administrativement à la voïvodie de Płock.

Depuis 1999, elle fait partie de la voïvodie de Łódź.

## Géographie
La gmina inclut les villages et localités de :
- Anielin
- Bronisławów
- Chrosno
- Chruścinek
- Franciszków
- Juków
- Kąty
- Kliny
- Klonowiec Wielki
- Łanięta
- Lipie
- Marianów
- Nowe Budy
- Nutowo
- Pomarzany
- Rajmundów
- Ryszardów
- Stare Budy
- Suchodębie
- Suchodębie PGR
- Świecinki
- Świeciny
- Wilkowia
- Witoldów
- Wola Chruścińska
- Zgoda

### Gminy voisines
La gmina de Łanięta est voisine des gminy suivantes :
- Gostynin
- Kutno
- Lubień Kujawski
- Nowe Ostrowy
- Strzelce

## Structure du terrain
D'après les données de 2007, la superficie de la commune de Łanięta est de 54,89 kilomètres carrés, répartis comme telle :
- terres agricoles : 89 %
- forêts : 5 %

La commune représente 6,19 % de la superficie du powiat.

## Démographie
Données du 31 décembre 2014 :
| Description        | Total  | Total | Femmes | Femmes | Hommes | Hommes |
| ------------------ | ------ | ----- | ------ | ------ | ------ | ------ |
| Unité              | Nombre | %     | Nombre | %      | Nombre | %      |
| Population         | 2 490  | 100   | 1 184  | 47,6   | 1 306  | 52,4   |
| Densité (hab./km²) | 44,2   | 44,2  | 21,6   | 21,6   | 22,6   | 22,6   |